# ジズドラ
座標: 北緯53度45分1秒 東経34度44分10秒 / 北緯53.75028度 東経34.73611度

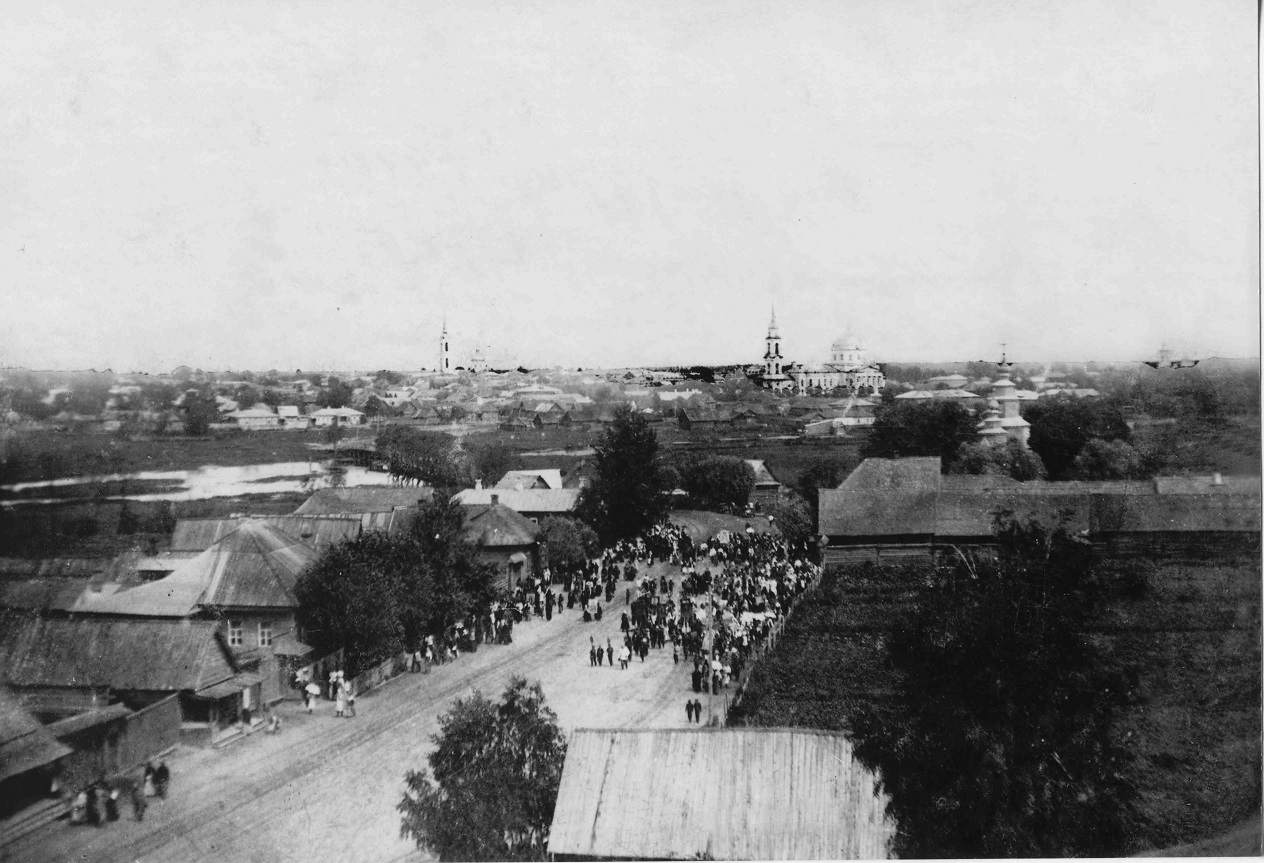

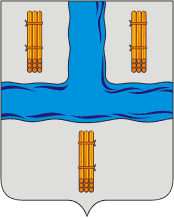
ジズドラ市の紋章

ジズドラ（ジーズドラ、ロシア語: Жи́здра, Zhizdra）は、ロシアのカルーガ州にある町。人口は5,545人（2021年）。州都カルーガから南西へ180km。オカ川の左支流ジズドラ川沿いにある。ジズドラ地区の行政中心地。

## 歴史
ジズドラは1146年の記録に初出する古い村であるが、1777年に市の地位を得て郡の中心地となっている。地名はジズドラ川から来ているが、川の名はバルト語派の言葉で「粗い砂」や「砂利」を指す語から来ている。
18世紀から19世紀にかけては木材取引の中心であった。当時、町の西方のリュジノヴォなどには実業家のマルゾフ家が工場を建て、ジズドラから出る鉄鉱石や石炭などを使って操業していた。しかしジズドラは開発が進まず重要でない町のままであった。
第二次世界大戦の独ソ戦中の1941年10月5日、ジズドラはドイツ国防軍に占領された。その2年後の1943年8月16日、赤軍西部戦線はクトゥーゾフ作戦の過程でジズドラを奪還した。1939年に8,100人を超えた人口は1959年には5,200人に減っている。

## 文化・経済・交通
ジズドラ市内には歴史博物館がある。
主な産業は木材加工、繊維、食品など。
1899年にモスクワ-ブリャンスク-キエフを結ぶ鉄道路線上にシケイェヴォ駅が開業した。この駅はジズドラ市街から10km東にある。ジズドラに通じる支線もあったが、第二次世界大戦で破壊され再建されなかった。
モスクワからブリャンスクを経てウクライナ国境に達し、キエフへ向かうM3幹線道路も市の東を通る。ここからリュジノヴォ方面への道が分かれている。

## 出身者
- アレクセイ・エリセーエフ （1934年生まれ）、宇宙飛行士